# Bādmaḩmūd
Bādmaḩmūd (persiska: بادمحمود) är en ort i Iran.   Den ligger i provinsen Västazarbaijan, i den nordvästra delen av landet, 400 km väster om huvudstaden Teheran. Bādmaḩmūd ligger 1 793 meter över havet och antalet invånare är 133.
Terrängen runt Bādmaḩmūd är kuperad åt sydost, men åt nordväst är den platt.Runt Bādmaḩmūd är det ganska tätbefolkat, med 70 invånare per kvadratkilometer. Närmaste större samhälle är Takāb, 2,8 km sydost om Bādmaḩmūd. Trakten runt Bādmaḩmūd består i huvudsak av gräsmarker.